# Olidiana munda
Olidiana munda är en insektsart som beskrevs av Nielson 1982. Olidiana munda ingår i släktet Olidiana och familjen dvärgstritar. Inga underarter finns listade i Catalogue of Life.